# Почётный гражданин города Белгорода
Почетный гражданин города Белгорода — звание присваиваемое гражданам Российской Федерации и других государств в целях признания выдающихся заслуг перед городом Белгородом.

## Основания и процедура присвоения звания
Звание присваивается городским Советом депутатов города Белгорода по представлению главы местного самоуправления, постоянной комиссии городского Совета депутатов, ходатайству трудовых коллективов предприятий, учебных заведений, политических партий, общественных организаций, государственных органов.
Звание присваивается 1 раз в год в канун празднования Дня города, 5 августа, не более чем 2-м кандидатам.

## Статус и права почётного гражданина
Почетным гражданам города Белгорода установлены льготы в соответствии с Положением о звании «Почетный гражданин города Белгорода».

## Почётные граждане города Белгорода
С 1963 года по настоящее время звание «Почетный гражданин города Белгорода» присвоено более 70 гражданам. Среди них военачальники времен Великой Отечественной войны, освободители Белгорода от немецких войск, лётчики-космонавты, руководители промышленных предприятий и учреждений города, врачи, учителя, деятели культуры и искусства.
Полный список почётных граждан города Белгорода с указанием даты и причины награждения.

### Список
1. Адроженко Елена Александровна — Постановлением главы администрации города от 4 марта 1994 года № 422 за многолетний добросовестный труд, активное участие в социально-культурном развитии города Белгорода, большую работу по патриотическому воспитанию молодежи[2].
2. Алейников Федор Михайлович — Решением исполкома городского Совета депутатов трудящихся от 7 августа 1968 года № 706 за большие заслуги в восстановлении и развитии народного хозяйства города и плодотворную работу по коммунистическому воспитанию трудящихся[3].
3. Ачкасов Анатолий Григорьевич — Решением 38-й сессии городского Совета депутатов от 18 июля 2006 года № 319 за мужество и отвагу, проявленные во время Великой Отечественной войны и активную трудовую деятельность в послевоенные годы[4].
4. Беляев Павел Иванович — Решением первой сессии городского Совета депутатов трудящихся от 19 марта 1965 года за большие заслуги в освоении космического пространства[5].
5. Боев Михаил Георгиевич — Решением исполкома городского Совета депутатов трудящихся от 7 августа 1968 года № 705 «за отличие в боях при освобождении города Белгорода от немецко-фашистских захватчиков» в июле-августе 1943 года и плодотворную работу по военно-патриотическому воспитанию молодежи[6].
6. Бочаров Федор Хрисанфович — Решением исполкома городского Совета депутатов трудящихся от 7 августа 1968 года № 705 «за отличие в боях при освобождении города Белгорода от немецко-фашистских захватчиков в июле-августе 1943 года и плодотворную работу по военно-патриотическому воспитанию молодежи»[7].
7. Бунин Василий Васильевич — Решением исполкома городского Совета депутатов трудящихся от 1 августа 1963 года № 821-а «за проявленное мужество и героизм 5 августа 1943 года в боях с немецко-фашистскими захватчиками при освобождении города Белгорода»[8].
8. Васильев Александр Фёдорович — Решением исполкома городского Совета депутатов трудящихся от 1 августа 1963 года № 821-а «за проявленное 5 августа 1943 года мужество и героизм в боях с немецко-фашистскими захватчиками при освобождении города Белгорода»[9].
9. Верейкин Дмитрий Антонович — Решением исполкома городского Совета депутатов трудящихся от 7 августа 1968 года № 705 «за отличие в боях при освобождении города Белгорода от немецко-фашистских захватчиков в июле-августе 1943 года и плодотворную работу по военно-патриотическому воспитанию молодежи»[10].
10. Войтенко Григорий Петрович — Решением сессии Совета депутатов города Белгорода от 23 июля 2013 года № 746 за многолетний добросовестный труд в системе образования, высокий профессионализм, достижения в обучении и воспитании подрастающего поколения Белгорода[11].
11. Говор Раиса Андреевна — Постановлением главы администрации города от 4 марта 1994 года № 422 за многолетний труд, активное участие в социально-культурном развитии города Белгорода, большую работу по патриотическому воспитанию молодежи[12].
12. Голиков Георгий Георгиевич — Решением сессии Совета депутатов города Белгорода от 14 июля 2010 года № 369 за большой личный вклад в развитие города, активную общественно-политическую деятельность[13].
13. Гома Иван Григорьевич — Решением сессии городского Совета депутатов от 22 июля 2003 года № 388 за большой личный вклад в развитие города Белгорода[14].
14. Горбатенко Анатолий Алексеевич — Решением Совета депутатов города Белгорода от 5 июля 2011 года № 508 за большой личный вклад в развитие городского хозяйства города Белгорода и многолетнюю депутатскую деятельность[15].
15. Гордиенко Павел Харитонович — Решением исполкома городского Совета депутатов трудящихся от 7 августа 1968 года № 705 «за отличие в боях при освобождении города Белгорода от немецко-фашистских захватчиков в июле-августе 1943 года и плодотворную работу по военно-патриотическому воспитанию молодежи»[16].
16. Гранкин Виталий Трофимович — Решением сессии городского Совета депутатов от 3 июля 1998 года № 177 за большой вклад в дело охраны здоровья белгородцев, становление и развитие городской многопрофильной больницы № 2[17].
17. Гридчин Анатолий Митрофанович — Решением сессии городского Совета депутатов от 26 июля 2001 года № 164 за большой вклад в развитие города[18].
18. Дорошенко Эмма Ивановна — Решением сессии Совета депутатов города Белгорода от 24 июля 2014 года № 127 за многолетний добросовестный труд, значительный вклад в духовно-нравственное воспитание жителей города Белгорода, большую общественную работу, направленную на совершенствование культурной жизни белгородцев[19].
19. Егоров Евгений Степанович — Решением сессии городского Совета депутатов от 20 июля 2004 года № 56 за большой личный вклад в развитие города Белгорода[20].
20. Жуков Георгий Константинович — Решением сессии городского Совета депутатов от 22 июля 1999 года № 305 «за организацию и осуществление Белгородско-Харьковской операции, освобождение города Белгорода от немецко-фашистских захватчиков в Великой Отечественной войне»[21].
21. Зотов Владимир Федорович — Решением сессии Совета депутатов города Белгорода от 05 июля 2016 года № 404 Зотову Владимиру Федоровичу присвоено звание «Почетный гражданин города Белгорода» за многолетний добросовестный труд, высокие трудовые достижения, активную общественную и благотворительную деятельность, значительный вклад в социально-экономическое развитие города Белгорода[22].
22. Ивахнюк Вилен Алексеевич — Постановлением главы администрации города от 18 февраля 1997 года № 173 за большой вклад в развитие Белгородской технологической Академии строительных материалов, подготовку квалифицированных специалистов и многолетний плодотворный труд по развитию строительного комплекса и стройиндустрии города Белгорода[23].
23. Ильенко Аркадий Данилович — Решением сессии Совета депутатов города Белгорода от 14 июля 2010 года № 369 за большой личный вклад в развитие города[24].
24. Кириллова Евгения Ивановна — Решением сессии городского Совета депутатов от 20 июля 2004 году № 56 за большой личный вклад в развитие и совершенствование системы общего среднего образования города Белгорода[25].
25. Клет Вадим Михайлович — Решением сессии Совета депутатов от 24 июля 2012 года № 626 за большой личный вклад в социально-экономическое развитие города[26].
26. Кокунько Лариса Яковлевна — Решением сессии Совета депутатов города Белгорода от 24 июля 2014 года № 127 за личный вклад в развитие дошкольного образования, многолетний добросовестный труд, высокий профессионализм, активное участие в общественно-политической жизни города Белгорода[27].
27. Кобяков Станислав Тимофеевич — Решением сессии городского Совета депутатов от 22 июля 1999 года № 306 за большой личный вклад в развитие и укрепление базы жизнеобеспечения города Белгорода[28].
28. Ковтун Николай Петрович — Решением исполкома городского Совета депутатов трудящихся от 27 июля 1990 года № 366 за мужество и героизм, проявленные в ходе боев за город Белгород в августе 1943 года, активное участие в его восстановлении и большую работу по военно-патриотическому воспитанию молодежи[29].
29. Колчанов Евгений Александрович — Решением исполкома городского Совета депутатов трудящихся от 5 августа 1988 года № 356 «за образцовое выполнение боевых заданий в битве на Курской дуге и при освобождении города Белгорода от немецко-фашистских захватчиков в июле 1943 года, большой вклад в промышленное и социально-экономическое развитие города, плодотворную работу по военно-патриотическому воспитанию молодежи»[30].
30. Конев Иван Викторович — Решением сессии городского Совета депутатов от 25 июля 2003 года № 397 за большой личный вклад в развитие города Белгорода[31].
31. Конев Иван Степанович — Решением исполкома городского Совета депутатов трудящихся от 1 августа 1963 года № 821 в честь празднования 20-летия «освобождения города Белгорода от немецко-фашистских захватчиков»[32].
32. Кореньков Михаил Андреевич — Постановлением главы администрации города от 21 февраля 1995 года № 197 за многолетнюю трудовую деятельность на Белгородчине, проявленное мужество и героизм в годы Великой Отечественной войны, большой личный вклад в организацию военно-патриотического воспитания молодежи[33].
33. Крупенков Александр Николаевич — Решением сессии Совета депутатов от 21 июля 2009 года № 234 за большой личный вклад в исследование и сохранение исторического и литературного наследия города Белгорода[34].
34. Кугина Мария Борисовна — Решением сессии Совета депутатов города Белгорода от 24 июля 2014 года № 127 за многолетний добросовестный труд, большой общественно-значимый вклад в военно-патриотическое воспитание населения, сохранение исторической правды и памяти о народном подвиге в годы Великой Отечественной войны, приумножение и пропаганду историко-культурных традиций города Белгорода[35].
35. Куценко Юрий Михайлович — Постановлением главы администрации города от 11 марта 1996 года № 294 за большие спортивные достижения и активное участие в пропаганде и развитии физической культуры и спорта в городе Белгороде[36].
36. Левин Григорий Тимофеевич — Решением исполкома городского Совета депутатов трудящихся от 5 августа 1988 года № 356 «за образцовое выполнение боевых заданий в битве на Курской дуге и при освобождении города Белгорода от немецко-фашистских захватчиков в июле-августе 1943 года, большой вклад в промышленное и социально-экономическое развитие города, плодотворную работу по военно-патриотическому воспитанию молодежи»[37].
37. Леонов Алексей Архипович — Решением первой сессии городского Совета депутатов трудящихся от 19 марта 1965 года за большие заслуги в освоении космического пространства[38].
38. Лепешенко Владимир Алексеевич — Постановлением главы администрации города от 3 марта 1994 года № 418 за большой личный вклад в социально-экономическое развитие города и активное участие в патриотическом воспитании молодежи[39].
39. Линяева Елена Ивановна — Решением исполкома городского Совета депутатов трудящихся от 7 августа 1968 года № 706 за большие заслуги в восстановлении и развитии народного хозяйства города и плодотворную работу по коммунистическому воспитанию трудящихся[40].
40. Ломовцев Александр Петрович — Постановлением главы администрации города от 3 марта 1994 года № 418 за большой личный вклад в социально-экономическое развитие города и активное участие в патриотическом воспитании молодежи[41].
41. Манаков Анатолий Борисович — Решением сессии Совета депутатов города Белгорода от 14 июля 2010 года № 369 за большой личный вклад в развитие города[42].
42. Миндолина Екатерина Ивановна — Решением сессии Совета депутатов города Белгорода от 05 июля 2016 года № 404 Миндолиной Екатерине Ивановне присвоено звание «Почетный гражданин города Белгорода» за многолетний добросовестный труд, плодотворную общественную деятельность, большой вклад в укрепление семейных отношений жителей города Белгорода[43].
43. Новакова Лидия
44. Осыков Борис Иванович — Решением сессии Белгородского городского Совета от 24 июля 2018 года № 687 Осыкову Борису Ивановичу присвоено звание «Почетный гражданин города Белгорода» за многолетний плодотворный труд, значительный вклад в развитие культурной, общественной жизни, способствующий формированию белгородского краеведения[44].
45. Першин Александр Федорович — Решением исполкома городского Совета депутатов трудящихся от 7 августа 1968 года № 706 за большие заслуги в восстановлении и развитии народного хозяйства города и плодотворную работу по коммунистическому воспитанию трудящихся[45].
46. Потрясаев Василий Николаевич — Решением сессии Совета депутатов города Белгорода от 23 июля 2013 года № 746 за большой личный вклад в социально-экономическое развитие городского округа «Город Белгород», совершенствование системы местного самоуправления и многолетний добросовестный труд на благо города[46].
47. Прошунин Николай Эммануилович — Решением исполкома городского Совета депутатов трудящихся от 1 августа 1963 года № 821-а «за проявленное 5 августа 1943 года мужество и героизм в боях с немецко-фашистскими захватчиками при освобождении города Белгорода»[47].
48. Путивцев Владимир Игнатьевич — Решением сессии городского Совета депутатов от 6 июля 2000 года № 52 за большой личный вклад в развитие города Белгорода[48].
49. Пчелкин Сергей Яковлевич — Постановлением главы администрации города от 3 марта 1994 года № 418 за большой личный вклад в социально-экономическое развитие города и активное участие в патриотическом воспитании молодежи[49].
50. Раздобаркин Максим Никитович — Постановлением главы администрации города от 22 августа 1995 года № 1062 за подъём индустриальной мощи города, большой вклад во всенародное дело разгрома врага в Великой Отечественной войне и организацию промышленного производства в Белгородской области в послевоенный период[50].
51. Рябцев Никита Васильевич — Решением исполкома городского Совета депутатов трудящихся от 7 августа 1968 года № 705 «за отличие в боях при освобождении города Белгорода от немецко-фашистских захватчиков в июле-августе 1943 года и плодотворную работу по военно-патриотическому воспитанию молодежи»[51].
52. Савотченко Евгений Николаевич — Решением сессии городского Совета депутатов от 23 июля 2002 года № 295 за большой личный вклад в развитие города Белгорода[52].
53. Сафонов Анатолий Иванович — Решением сессии городского Совета депутатов от 22 июля 2003 года № 388 за большой личный вклад в развитие города Белгорода[53].
54. Селиванов Юрий Алексеевич — Решением сессии Совета депутатов города от 22 июля 2008 года № 51 за большой личный вклад в развитие города Белгорода[54].
55. Селиверстов Юрий Иванович — Решением сессии Белгородского городского Совета от 25 июля 2017 года № 542 Селиверстову Юрию Ивановичу присвоено звание «Почетный гражданин города Белгорода» за многолетнюю эффективную государственную и муниципальную службу, большой вклад в социально-экономическое развитие города Белгорода[55].
56. Середа Григорий Алексеевич — Решением исполкома городского Совета депутатов трудящихся от 1 августа 1963 года № 821-а «за проявленное 5 августа 1943 года мужество и героизм в боях с немецко-фашистскими захватчиками при освобождении города Белгорода»[56].
57. Серюгин Михаил Петрович — Решением исполкома городского Совета депутатов трудящихся от 1 августа 1963 года № 821-а «за проявленное 5 августа 1943 года мужество и героизм в боях с немецко-фашистскими захватчиками при освобождении города Белгорода»[57].
58. Слободчук Виталий Иванович — Решением сессии Совета депутатов от 24 июля 2007 года № 164 за большой вклад в развитие театрального искусства в Белгороде[58].
59. Словецкий Антон Казимирович — Решением сессии Белгородского городского Совета от 25 июля 2017 года № 542 Словецкому Антону Казимировичу присвоено звание «Почетный гражданин города Белгорода» за значительный вклад в развитие строительной отрасли, высокий профессионализм, многолетний плодотворный труд на благо города Белгорода[59].
60. Собровин Виталий Ануфриевич — Постановлением главы администрации города от 9 февраля 1995 года № 158 за многолетнюю и плодотворную работу фотохудожника по развитию и пропаганде художественной фотографии, отображение и прославление художественными средствами героической истории города Белгорода, активную жизненную позицию и весомый вклад в развитие духовной культуры белгородцев[60].
61. Совенко Александр Михайлович — Решением Совета депутатов города Белгорода от 5 июля 2011 года № 508 за большой личный вклад в социально-экономическое развитие города[61].
62. Степанова Тамара Ефимовна — Решением сессии городского Совета депутатов от 6 июля 2000 года № 53 за многолетнюю плодотворную работу по совершенствованию методов обучения, патриотическому и нравственному воспитанию молодежи[62].
63. Теплов Виталий Иванович — Решением сессии Совета депутатов города Белгорода от 05 июля 2016 года № 404 Теплову Виталию Ивановичу присвоено звание «Почетный гражданин города Белгорода» за многолетний добросовестный труд, высокие достижения в научно-исследовательской, социально-культурной и общественной деятельности, большой вклад в развитие и совершенствование высшего образования в городе Белгороде[63].
64. Ульянова Надежда Павловна — Решением сессии Совета депутатов города Белгорода от 22 июля 2015 года № 253 Ульяновой Надежде Павловне присвоено звание «Почетный гражданин города Белгорода» за многолетний добросовестный труд, высокий профессионализм, достижения в обучении и воспитании подрастающего поколения, большой вклад в развитие образования в городе Белгороде[64].
65. Ханюков Василий
66. Хворостяная Лидия Петровна — Решением сессии городского Совета депутатов от 18 июля 2006 года № 319 за большой вклад в развитие города Белгорода[65].
67. Хоркина Светлана Васильевна — Решением сессии городского Совета депутатов от 22 июля 2003 г. № 388 за выдающиеся достижения в спорте, большой личный вклад в развитие физкультурно-спортивного движения города Белгорода[66].
68. Хукаленко Афанасий Евтихьевич — Решением сессии городского Совета депутатов от 23 июля 2002 года № 295 за многолетнюю плодотворную работу по руководству Белгородским городским Советом ветеранов войны, труда, Вооружённых Сил и правоохранительных органов, большой вклад в дело патриотического и нравственного воспитания молодежи[67].
69. Хусанов Зиямат Усманович — Решением исполкома городского Совета депутатов трудящихся от ноября 1981 года за мужество и героизм, проявленные в боях на Курской дуге в 1943 году[68].
70. Чепелев Дмитрий Николаевич — Решением сессии Совета депутатов от 21 июля 2009 года № 234 за большой личный вклад в развитие системы образования в городе Белгороде, активную общественную работу по поддержке ветеранов и патриотическому воспитанию молодежи[69].
71. Чефранов Иван Андреевич — Решением исполкома городского Совета депутатов трудящихся от 7 августа 1968 года № 706 за большие заслуги в восстановлении и развитии народного хозяйства города и плодотворную работу по коммунистическому воспитанию трудящихся[70].
72. Шипулин Геннадий Яковлевич — Решением сессии городского Совета депутатов от 19 июля 2005 года № 164 за большой вклад в развитие волейбола на Белгородчине и в Российской Федерации[71].
73. Широухов Олег Федорович — Решением сессии Совета депутатов от 22 июля 2008 года № 51 за большой личный вклад в развитие города Белгорода[72].
74. Шишин Александр Павлович — Решением сессии Совета депутатов города Белгорода от 22 июля 2015 года № 253 Шишину Александру Павловичу присвоено звание «Почетный гражданин города Белгорода» за многолетний добросовестный труд, высокие трудовые достижения, активную общественную и благотворительную деятельность, значительный вклад в развитие машиностроительной отрасли города Белгорода[73].
75. Шмелев Георгий Николаевич — Решением исполкома городского Совета депутатов трудящихся от 23 апреля 1990 года № 182 за энергичную, творческо-патриотическую деятельность по сооружению в городе Белгороде памятного мемориала музея-диорамы, большую краеведческо-исследовательскую работу по изучению истории города Белгорода[74].
76. Шумилов Михаил Степанович — Решением исполкома городского Совета депутатов трудящихся от 1 августа 1963 года № 821 в честь празднования 20-летия «освобождения города Белгорода от немецко-фашистских захватчиков»[75].
77. Ярцева Евгения Александровна — Постановлением главы администрации города от 16 октября 1995 года № 1260 за творческий труд, сценическое мастерство и большую общественную работу, связанную с развитием культурной жизни белгородцев[76].